# Gregg Marshall
Michael Gregg Marshall (Greenwood, 27 febbraio 1963) è un allenatore di pallacanestro statunitense.

## Carriera
Dal 2007 allena la Wichita State University, con cui ha raggiunto le Final Four del Torneo NCAA 2013, e ha vinto il National Invitation Tournament 2011.

## Palmarès
- Naismith College Coach of the Year (2014)
- Associated Press College Basketball Coach of the Year (2014)
- Henry Iba Award (2014)
- NABC Coach of the Year (2014)